# 许令妊
许令妊（1929年3月8日—2018年11月2日），女，祖籍江苏太仓，生于北京，中华人民共和国政治人物，曾任中共内蒙古自治区党委常委，内蒙古自治区科学技术委员会主任，内蒙古自治区人大常委会副主任。